# WBTV-Tower
WBTV-Tower – maszt radiowy w mieście Dallas w stanie Karolina Północna. Zbudowany w 1984 roku. jego wysokość wynosi 609,6 metra.